# Sue Medley
Susan Gayle Medley, detta Sue (Courtenay, 1962), è una cantante canadese.

## Biografia
Sue Medley è salita alla ribalta nel 1990 con il suo album di debutto eponimo, che poche settimane dopo la sua uscita è stato certificato disco d'oro dalla Music Canada con oltre 50 000 copie vendute a livello nazionale. Il successo del disco ha portato la cantante ad aprire i concerti nordamericani di Bob Dylan l'anno successivo.
Nel 1992 è uscito il secondo album della cantante, Inside Out. Nello stesso anno è stata invitata da John Mellencamp a cantare al concerto in onore a Bob Dylan al Madison Square Garden di New York. Con Mellencamp ha duettato su Like a Rolling Stone.
L'anno successivo la cantante ha lasciato la PolyGram Records, la sua etichetta discografica, per divergenze artistiche. Il suo terzo album in studio, Velvet Morning, ha visto la luce solo nel 2000 ed è stato pubblicato indipendentemente su Egg Records. Il disco ha ottenuto comunque visibilità grazie al fatto che quattro delle sue canzoni sono apparse nella serie televisiva Dawson's Creek.

## Discografia

### Album in studio
- 1990 – Sue Medley
- 1992 – Inside Out
- 2000 – Velvet Morning
- 2014 – These Are the Days (Sue Medley & The Back Road Band)

### Raccolte
- 2001 – The Best of Sue Medley: The Millennium Collection

### Singoli
- 1988 – Angel Tonight
- 1990 – Dangerous Times
- 1990 – That's Life
- 1990 – Love Thing
- 1991 – Maybe the Next Time
- 1991 – Queen of the Underground
- 1992 – When the Stars Fall
- 1992 – Inside Out
- 1992 – Jane's House
- 2000 – Gone